# Jekelitrahelus elegans
Jekelitrahelus elegans es una especie de coleóptero de la familia Attelabidae.

## Distribución geográfica
Habita en Madagascar.